# Histaminski receptor
Histaminski receptori su klasa G protein-spregnutih receptora čiji endogeni ligand je histamin.

## Poređenje
| Receptor | Mehanizam | Funkcija | Antagonisti                                                                       |
| -------- | --------- | --- | --------------------------------------------------------------------------------- |
| H1       |           | - ileum koncentracija - modulacija cirkadijurnog ciklusa - sistemska vazodilatacija - bronhokonstrikcija (astma)                                                              | - Antagonisti H1-receptora - Difenhidramin - Loratadin - Cetirizin - Feksofenadin |
| H2       | ↑ 2+      | - Ubrzanje sinusnog ritma - Stimulacija sekrecije gastrične kiseline - Relaksacija glatkih mišića - Inhibicija sinteze antitela, proliferacija T-ćelija i produkcija citokina | - Antagonisti H2 receptora - Ranitidin - Cimetidin - Famotidin - Nizatidin        |
| H3       |           | - Neurotransmiter u CNS - Presinaptički autoreceptori | - Antagonisti H3 receptora - Ciproksifan - Klobenpropit - Tioperamid              |
| H4       |           | - posreduje hemotaksu mast ćelija. | - Antagonisti H4 receptora - Tioperamid                                           |

Postoji nekoliko splajsnih varijanti H3 receptora koje su prisutne u raznim vrstama. Mada su svi ovi receptori 7-transmembranski G protein spregnuti receptori, H1 i H2 se znatno razlikuju od H3 i H4 u njihovim aktivnostima. H1 izaziva povišenje 2 hidrolize, H2 stimuliše sekreciju gastrične kiseline, i H3 posreduje povratnu inhibiciju histamina.

## Spoljašnje veze
- „Histamine Receptors”. IUPHAR Database of Receptors and Ion Channels. International Union of Basic and Clinical Pharmacology. Архивирано из оригинала 31. 12. 2013. г.
- Histaminski receptor
- Histamine+Receptor на 